# Tawar Bengi
Tawar Bengi is een bestuurslaag in het regentschap Bener Meriah van de provincie Atjeh, Indonesië. Tawar Bengi telt 189 inwoners (volkstelling 2010).